# Halle Saint Pierre

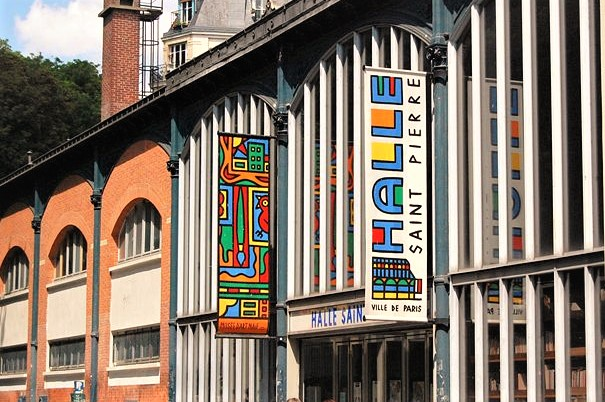
Eingang zur Halle Saint Pierre, Paris, 2 Rue Ronsard

Halle Saint Pierre, auch Musée d’Art Brut & Art Singulier und Musée d’Art Naïf – Max Fourny, ist ein städtisches Kunstmuseum im 18. Arrondissement von Paris, das der Naiven Kunst und Art Brut gewidmet ist.

## Geschichte und Sammlung
1986 begründete der französische Publizist und frühere Rennfahrer Max Fourny (1904–1991) das Museum mit seiner Sammlung von circa 600 Werken Naiver Kunst in einer ehemaligen Markthalle am Fuß von Sacré-Cœur de Montmartre. Das Gebäude war 1868 von einem Schüler Victor Baltards erbaut worden. Seine Stahl- und schmiedeeiserne architektonische Struktur blieb erhalten. Ein Teil von Fournys Kunstsammlung wurde später in ein anderes Museum ausgelagert, ein Teil auf einer Ausstellungsfläche im Erdgeschoss des Gebäudes, dem Musée d’Art Naïf – Max Fourny, untergebracht. Die Sammlung wurde um weitere Werke der Art Brut erweitert. Heute gehören zur Sammlung 516 Gemälde sowie Werke auf Papier, Skulpturen, Glasmalerei, Einlegearbeiten und Textilkunst.
Mit der Ausstellung Art Brut et Compagnie, la face cachée de l’art contemporain (Art Brut und Co., das verborgene Gesicht zeitgenössischer Kunst) vom Oktober 1995 bis Juni 1996, die erstmals Werke von 101 Künstlern aus fünf französischen Sammlungen zeigte, wurde das Kulturprojekt Halle Saint Pierre eröffnet. Bis 2017 präsentierten 50 temporäre Ausstellungen Außenseiterkunst aus der ganzen Welt. Es ist das einzige Museum in Paris, das dieser Kunst gewidmet ist. Die Direktorin der Halle Saint Pierre ist seit 1994 die Literaturwissenschaftlerin und Kunsthistorikerin Martine Lusardy.